# Neckera douglasii
Neckera douglasii är en bladmossart som beskrevs av W. J. Hooker 1829. Neckera douglasii ingår i släktet fjädermossor, och familjen Neckeraceae. Inga underarter finns listade i Catalogue of Life.